# Buenos Aires, Chignahuapan
Buenos Aires är en ort i Mexiko.   Den ligger i kommunen Chignahuapan och delstaten Puebla, i den sydöstra delen av landet, 120 km öster om huvudstaden Mexico City. Buenos Aires ligger 2 348 meter över havet och antalet invånare är 339.
Terrängen runt Buenos Aires är kuperad åt sydväst, men åt nordost är den platt. Runt Buenos Aires är det ganska tätbefolkat, med 54 invånare per kvadratkilometer. Närmaste större samhälle är Chignahuapan, 7,0 km nordost om Buenos Aires. Trakten runt Buenos Aires består till största delen av jordbruksmark.